# NFL Europe
Die NFL Europe (NFLE), von 1995 bis 1997 World League bzw. World League of American Football (WLAF), 2007 NFL Europa, war der europäische „Ableger“ der National Football League (NFL), der bekanntesten Profiliga im American Football. Die Liga spielte ursprünglich 1991 und 1992 als World League of American Football (WLAF) mit neun Mannschaften in Nordamerika und drei Mannschaften in Europa. Nach zwei Jahren Pause wurde die Liga 1995 als rein europäische Liga neu gestartet und firmierte ab 1998 als NFL Europe.
Im Juni 2007 wurde der Spielbetrieb eingestellt.

## Geschichte

### Vorgeschichte
Um ihren professionellen American Football in Europa bekannter zu machen, trug die amerikanische Football-Liga NFL ab 1986 im Londoner Wembley-Stadion und ab 1990 auch im Olympiastadion Berlin Vorbereitungsspiele unter der Bezeichnung American Bowl aus.
Um Märkte außerhalb der USA zu erschließen, um Nachwuchsspielern und Reservisten Spielpraxis zu vermitteln und nicht zuletzt um den Vorwurf der Monopol-Bildung für Profi-Footballer laut US-amerikanischen Arbeitsrecht etwas zu entkräften, entstand bei einigen Besitzern von NFL-Teams der Plan, eine eigene Liga mit Nachwuchsmannschaften zu gründen, ähnlich wie es die Baseball-Clubs mit ihren Farm Teams machen. Da diese neue Football-Liga nicht auf die Vereinigten Staaten begrenzt, sondern weltweit präsent sein sollte, nannte man sie World League of American Football. Es wurden sechs Teams in den Vereinigten Staaten, drei in Europa und eines in Kanada geschaffen. Neben London wurden als weitere Spielorte Barcelona und Frankfurt am Main gewählt. Letzterer vor allem auf Grund der zu erwartenden Fan-Basis auf Grund amerikanischer Militärangehöriger.
Auf Grund des geringen Interesses in den Vereinigten Staaten an dieser neuen Liga wurde sie nach zwei Saisons eingestellt. Die Jahre 1993 und 1994 wurden jedoch für die Ausarbeitung eines neuen Konzeptes genutzt.

### World League 1995 bis NFL Europe 2004
Nach zweijähriger Pause nahm man 1995 den Spielbetrieb wieder auf – ohne Teams in den USA, mit einer rein europäischen Liga, die aber den nun auf World League verkürzten Namen vorerst beibehielt. Die Liga wurde bis zu ihrem Ende 2007 auf sechs Mannschaften aus Europa reduziert, die in einer Hin- und Rückrunde jeder gegen jeden spielten, d. h. eine reguläre Saison hatte zehn Spieltage mit insgesamt 30 Spielen. Über die Platzierung entschied die Anzahl der Siege, bei zwei oder mehr Mannschaften mit gleichvielen Siegen die Anzahl der Siege untereinander, schließlich gegebenenfalls die Anzahl der Punkte untereinander. Bis 1997 hatte der Erste der Hinrunde Heimrecht für das Endspiel, den World Bowl, der gegen den Ersten (oder ggf. Zweiten) der Rückrunde ausgespielt wurde. Von 1998 an wurde der Ort des Endspiels zwischen dem Ersten und Zweiten der Tabelle vorab festgelegt. Den World Bowl gewann der Zweitplatzierte der regulären Saison insgesamt achtmal (1995, 1997, 1998, 1999, 2001, 2002, 2005 und 2006), der Erstplatzierte nur fünfmal (1996, 2000, 2003, 2004 und 2007). Absteiger aus der Liga gab es nicht, eine ausscheidende Mannschaft wurden durch eine neue ersetzt oder bestehende Mannschaften zogen zu einem neuen Standort um (s. u.). Die europäischen Mannschaften der vormaligen World League, nämlich Frankfurt Galaxy, Barcelona Dragons und London Monarchs waren weiterhin dabei.
1998 wurde zur besseren Vermarktung die Liga in NFL Europe umbenannt.
Die Spielerkader setzen sich größtenteils zusammen aus hoffnungsvollen Nachwuchsspielern, die keinen Platz in den NFL-Teams ergattern konnten, und einigen von den NFL-Mannschaften abgestellten Ersatzleuten, die Spielpraxis sammeln sollten. Dazu kamen früher die sogenannten „Nationals“. Diese nicht-amerikanischen Akteure sollten das internationale Interesse verstärken. Aufgrund der Konzentration auf Deutschland funktioniert dies so nicht mehr. Erfahrene Talente aus deutschen Amateurmannschaften wie Werner Hippler konnten einen wesentlichen Beitrag zum Spiel leisten und in Einzelfällen auch den Sprung in die NFL schaffen.
Besonders erwähnenswert sind zwei Kicker, die in ihren Teams sowie bei den Fans Kultstatus erreichten: Manfred Burgsmüller bei Rhein Fire, der in seiner letzten Saison 2002 mit 52 Jahren der älteste aktive Footballspieler der Welt war, und Rob Hart bei den Scottish Claymores, der alle Fieldgoals barfuß trat.
Dem Publikumsinteresse folgend wurden einige neue Standorte bzw. Teams in Europa gegründet, aber teilweise auch wieder aufgelöst bzw. gemäß dem Vorbild in der NFL zu neuen Standorten versetzt. So wurde nach Erlahmen des Interesses in London aus dem 1998 London Monarchs genannten Gründungsteam im Jahre 1999 die Mannschaft Berlin Thunder. Nach dem ähnlichen Ende der Barcelona Dragons, die als Cologne Centurions an den Rhein umzogen, blieb Frankfurt Galaxy als einzige Gründungsmannschaft übrig. Rhein Fire spielte wegen des Neubaus des Rheinstadions von 2003 bis 2004 in der Arena auf Schalke in Gelsenkirchen. Kurzzeitig plante der dort ansässige Fußballverein FC Schalke 04 den Einstieg in die NFL Europe.

### NFL Europe 2005 bis NFL Europa 2007
Nachdem die Scottish Claymores durch die Hamburg Sea Devils ersetzt wurden, war die NFL Europe ab dem Jahr 2005 mit den fünf Teams in Deutschland fast schon eine „NFL Germany“. Einziges nicht in Deutschland ansässiges Team waren die Amsterdam Admirals aus den Niederlanden.
Nachdem über die Spiele der NFL Europe jahrelang über Kabel bzw. Satellit im frei empfangbaren Fernsehen berichtet wurde, beschränkte man sich 2005 auf den Bezahlfernsehsender Premiere, wodurch jedoch die breite Öffentlichkeit kaum noch Notiz von der Football-Liga nehmen konnte. Für die Saison 2006 erwarb der Spartensender NASN (ESPN America) die Übertragungsrechte im Paket mit den Rechten für die National Football League (NFL) und zeigte wöchentlich zwei der drei Begegnungen live oder „as live“ (zeitversetzt, aber ungekürzt). Außerdem gelang es der ARD, einen langfristigen Vertrag mit der NFL zu schließen, der Zusammenfassungen in der Sportschau sowie etwa einstündige Zusammenfassungen der NFL-Europe-Spiele auf den dritten Programmen (z. B. im rbb) ermöglichte. Außerdem war eine einstündige Zusammenfassung des World Bowls in der ARD zu sehen. Zudem übertrug die ARD im Februar 2006 erstmals den Super Bowl, das Endspiel der NFL, live.
In den USA zeigte der NFL-eigene Sender NFL Network viele Spiele live oder in voller Länge zeitversetzt, da die NFL in dieser Zeit Spielpause hatte.
Am 31. Oktober 2006 wurde die Umbenennung in NFL Europa verkündet und ein neues Logo präsentiert.

### Ende und Folgen
Am 29. Juni 2007 wurde bekanntgegeben, dass der Spielbetrieb der NFL Europa eingestellt wird. Somit sind die Hamburg Sea Devils der letzte Meister dieser Liga.
Die NFL konzentrierte sich in der Folgezeit auf die Vermarktung von regulären Spielen der NFL-Saison im Rahmen der NFL International Series in Großbritannien. Das erste Spiel der NFL in Europa fand am 28. Oktober 2007 zwischen den Miami Dolphins und den New York Giants in London statt. Inzwischen sind die „London Games“ ein fester Bestandteil der jährlichen NFL-Saison. Seit 2022 findet auch jährlich ein NFL-Spiel in Deutschland statt.
2021 wurde eine professionalisierte Liga unter dem Namen European League of Football (ELF) gegründet. Die Liga erhielt von der NFL die Nutzungsrechte an mehreren Franchisenamen. So treten in der neuen Liga auch wieder die Mannschaften Frankfurt Galaxy, Barcelona Dragons, Hamburg Sea Devils, Berlin Thunder und Cologne Centurions an, seit 2022 auch Rhein Fire. Bemerkenswerterweise traten im ersten Finale der ELF Teams mit den gleichen Namen an, wie im letzten Finale der NFL Europa.

## Meister (World-Bowl-Sieger)
Die World Bowls wurden bis 2000 nur mit der Jahreszahl bezeichnet, erst danach wie der Super Bowl mit römischen Ziffern, beginnend ab 2001 durchnummeriert.
| World Bowl | Datum         | Austragungsort | Sieger             | Verlierer          | Ergebnis |
| ---------- | ------------- | -------------- | ------------------ | ------------------ | -------- |
| '95        | 17. Juni 1995 | Amsterdam      | Frankfurt Galaxy   | Amsterdam Admirals | 26:22    |
| '96        | 23. Juni 1996 | Edinburgh      | Scottish Claymores | Frankfurt Galaxy   | 32:27    |
| '97        | 22. Juni 1997 | Barcelona      | Barcelona Dragons  | Rhein Fire         | 38:24    |
| '98        | 14. Juni 1998 | Frankfurt      | Rhein Fire         | Frankfurt Galaxy   | 34:10    |
| '99        | 27. Juni 1999 | Düsseldorf     | Frankfurt Galaxy   | Barcelona Dragons  | 38:24    |
| 2000       | 25. Juni 2000 | Frankfurt      | Rhein Fire         | Scottish Claymores | 13:10    |
| IX         | 30. Juni 2001 | Amsterdam      | Berlin Thunder     | Barcelona Dragons  | 24:17    |
| X          | 22. Juni 2002 | Düsseldorf     | Berlin Thunder     | Rhein Fire         | 26:20    |
| XI         | 14. Juni 2003 | Glasgow        | Frankfurt Galaxy   | Rhein Fire         | 35:16    |
| XII        | 12. Juni 2004 | Gelsenkirchen  | Berlin Thunder     | Frankfurt Galaxy   | 30:24    |
| XIII       | 11. Juni 2005 | Düsseldorf     | Amsterdam Admirals | Berlin Thunder     | 27:21    |
| XIV        | 27. Mai 2006  | Düsseldorf     | Frankfurt Galaxy   | Amsterdam Admirals | 22:7     |
| XV         | 23. Juni 2007 | Frankfurt      | Hamburg Sea Devils | Frankfurt Galaxy   | 37:28    |

### Statistik
| Team               | Teilnahmen | Sieger |
| ------------------ | ---------- | ------ |
| Frankfurt Galaxy   | 8          | 4      |
| Rhein Fire         | 5          | 2      |
| Berlin Thunder     | 3          | 3      |
| Barcelona Dragons  | +3 +       | 1      |
| Amsterdam Admirals | 3          | 1      |
| Scottish Claymores | 2          | 1      |
| Hamburg Sea Devils | 1          | 1      |
| London Monarchs    | +0 +       | +0 +   |
| Cologne Centurions | 0          | 0      |

## Teams und Platzierungen

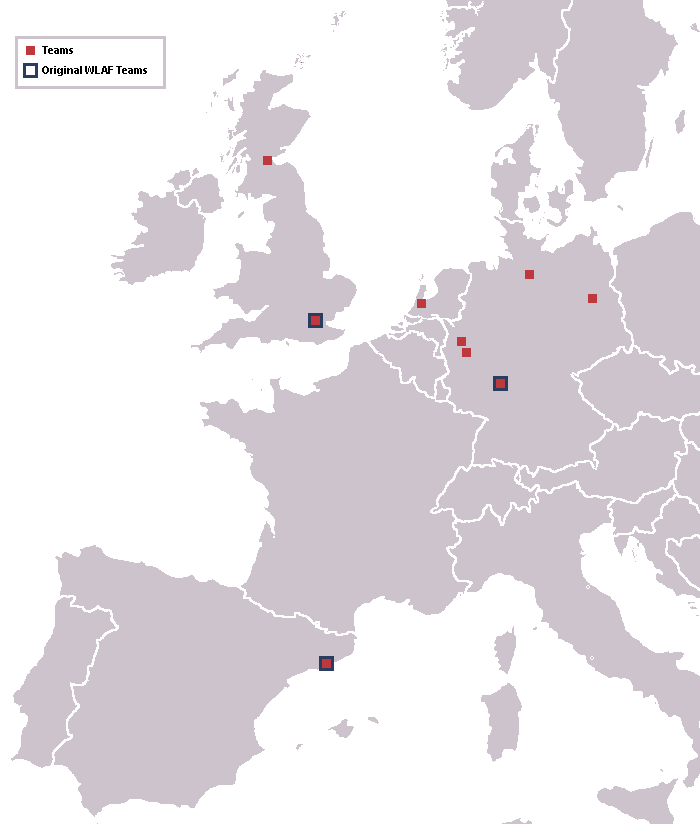
Standorte der Teams der NFL Europe

| Teams                   | 1995 | 1996 | 1997 | 1998 | 1999 | 2000 | 2001 | 2002 | 2003 | 2004 | 2005 | 2006 | 2007 |
| ----------------------- | ---- | ---- | ---- | ---- | ---- | ---- | ---- | ---- | ---- | ---- | ---- | ---- | ---- |
| Amsterdam Admirals      | 2    | 3    | 4    | 3    | 4    | 4    | 5    | 5    | 5    | 3    | 2    | 1    | 5    |
| (FC) Barcelona Dragons  | 3    | 4    | 2    | 4    | 1    | 3    | 1    | 6    | 4    |      |      |      |      |
| Berlin Thunder          |      |      |      |      | 6    | 6    | 2    | 2    | 6    | 1    | 1    | 6    | 6    |
| Cologne Centurions      |      |      |      |      |      |      |      |      |      | 4    | 3    | 4    | 3    |
| Frankfurt Galaxy        | 1    | 2    | 5    | 1    | 2    | 5    | 6    | 3    | 1    | 2    | 5    | 2    | 2    |
| Hamburg Sea Devils      |      |      |      |      |      |      |      |      |      |      | 4    | 5    | 1    |
| London/England Monarchs | 4    | 5    | 6    | 5    |      |      |      |      |      |      |      |      |      |
| Rhein Fire              | 5    | 6    | 1    | 2    | 3    | 1    | 3    | 1    | 2    | 5    | 6    | 3    | 4    |
| Scottish Claymores      | 6    | 1    | 3    | 6    | 5    | 2    | 4    | 4    | 3    | 6    |      |      |      |

Sieger World Bowl
Teilnehmer World Bowl
Nicht in der Liga

## Ewige Tabelle
Die folgende ewige Tabelle berücksichtigt nur die Spielzeiten nach dem Neustart in Europa ohne die World Bowls.
|    | Team               | SZ | Sp  | S  | N  | U | SQ    | P+   | P−   | Heim  | Ausw.   |
| -- | ------------------ | -- | --- | -- | -- | - | ----- | ---- | ---- | ----- | ------- |
| 1. | Frankfurt Galaxy   | 13 | 130 | 72 | 58 | 0 | 0,554 | 2710 | 2586 | 41–24 | 34–34   |
| 2. | Amsterdam Admirals | 13 | 130 | 68 | 62 | 0 | 0,523 | 2832 | 2512 | 44–21 | 24–41   |
| 3. | Rhein Fire         | 13 | 130 | 68 | 62 | 0 | 0,523 | 2632 | 2418 | 42–23 | 26–39   |
| 4. | Hamburg Sea Devils | 3  | 30  | 15 | 14 | 1 | 0,517 | 638  | 565  | 9–5–1 | 6–9     |
| 5. | Barcelona Dragons  | 9  | 90  | 46 | 44 | 0 | 0,511 | 1911 | 2067 | 25–20 | 21–24   |
| 6. | Cologne Centurions | 4  | 40  | 20 | 20 | 0 | 0,500 | 702  | 755  | 10–10 | 10–10   |
| 7. | Berlin Thunder     | 9  | 90  | 42 | 47 | 1 | 0,472 | 1967 | 2136 | 24–21 | 18–26–1 |
| 8. | Scottish Claymores | 10 | 100 | 43 | 57 | 0 | 0,430 | 2012 | 1956 | 26–24 | 17–33   |
| 9. | London Monarchs    | 4  | 40  | 15 | 25 | 0 | 0,375 | 609  | 801  | 8–12  | 7–13    |

Legende: SZ absolvierte Spielzeiten, Sp. absolvierte Spiele, Siege, Niederlagen, SQ Siegquote, P+ erzielte Punkte, P− gegnerische Punkte, Heim Heimbilanz (Siege–Niederlagen–Remis) Ausw. Auswärtsbilanz (Siege–Niederlagen–Remis).

## Zuschauerzahlen
| Jahr | Spiele | Total     | Schnitt |
| ---- | ------ | --------- | ------- |
| 1991 | 50     | 1.268.066 | 25.361  |
| 1992 | 50     | 1.210.817 | 24.216  |
| 1993 | –      | –         | –       |
| 1994 | –      | –         | –       |
| 1995 | 30     | 436.853   | 14.562  |
| 1996 | 30     | 516.171   | 17.206  |
| 1997 | 30     | 546.433   | 18.214  |
| 1998 | 30     | 499.034   | 16.634  |
| 1999 | 30     | 544.844   | 18.161  |
| 2000 | 30     | 540.438   | 18.015  |
| 2001 | 30     | 557.038   | 18.568  |
| 2002 | 30     | 541.546   | 18.052  |
| 2003 | 30     | 494.448   | 16.482  |
| 2004 | 30     | 477.741   | 15.925  |
| 2005 | 30     | 568.935   | 18.965  |
| 2006 | 30     | 529.988   | 17.666  |
| 2007 | 30     | 600.602   | 20.020  |
|      | 490    | 9.332.954 | 19.047  |

### Schnitt pro Team
| Team                    | 1995   | 1996   | 1997   | 1998   | 1999   | 2000   | 2001   | 2002   | 2003   | 2004   | 2005   | 2006   | 2007   |
| ----------------------- | ------ | ------ | ------ | ------ | ------ | ------ | ------ | ------ | ------ | ------ | ------ | ------ | ------ |
| Berlin Thunder          |        |        |        |        | 09.458 | 08.963 | 09.223 | 09.914 | 12.239 | 14.761 | 16.848 | 13.819 | 15.710 |
| Cologne Centurions      |        |        |        |        |        |        |        |        |        | 11.494 | 14.238 | 13.538 | 14.352 |
| Frankfurt Galaxy        | 29.076 | 33.370 | 35.013 | 34.202 | 36.327 | 33.892 | 30.548 | 33.904 | 23.504 | 26.058 | 29.377 | 28.118 | 33.043 |
| Hamburg Sea Devils      |        |        |        |        |        |        |        |        |        |        | 17.920 | 15.082 | 20.874 |
| Rhein Fire              | 12.468 | 18.573 | 21.665 | 25.466 | 28.566 | 34.628 | 35.010 | 32.742 | 34.218 | 21.072 | 22.532 | 22.020 | 24.473 |
| London/England Monarchs | 16.343 | 12.564 | 10.330 | 05.944 |        |        |        |        |        |        |        |        |        |
| Amsterdam Admirals      | 14.553 | 10.019 | 14.685 | 15.583 | 12.289 | 10.997 | 13.258 | 11.664 | 11.442 | 12.499 | 12.877 | 13.421 | 11.668 |
| Scottish Claymores      | 14.174 | 13.399 | 12.559 | 08.776 | 09.532 | 09.158 | 13.897 | 11.189 | 10.711 | 09.664 |        |        |        |
| (FC) Barcelona Dragons  | 13.603 | 15.309 | 15.034 | 09.567 | 12.797 | 10.450 | 09.467 | 08.896 | 06.868 |        |        |        |        |
| Besucher pro Spiel      | 14.562 | 17.206 | 18.214 | 16.634 | 18.161 | 18.015 | 18.568 | 18.052 | 16.482 | 15.925 | 18.966 | 17.666 | 20.020 |

## Ausrüster der NFLE
- 1991–1992: Wilson
- 1995–1996: Reebok
- 1997: Fab Knit
- 1998: Champion
- 1999–2001: Puma
- 2002–2007: Reebok